# Djaouher Akrour
 (octobre 2017).
Si vous disposez d'ouvrages ou d'articles de référence ou si vous connaissez des sites web de qualité traitant du thème abordé ici, merci de compléter l'article en donnant les références utiles à sa vérifiabilité et en les liant à la section « Notes et références ».
Djaouher Akrour, née le 23 avril 1939 à Alger et morte le 8 mars 2018 dans la même ville, est une militante du FLN durant la bataille d'Alger, arrêtée avec les poseurs de bombes des stades d'Alger en février 1957, elle est condamnée à mort, incarcérée à la prison de Barberousse, puis graciée. Elle faisait partie de l'Organisation nationale des moudjahidine.  

## Décorations
- Djadir de l'ordre du Mérite national d'Algérie.